# Hans Jürgen Hillen
Hans Jürgen Hillen (* 10. August 1927 in Mönchengladbach; † 8. Oktober 2021) war ein deutscher Klassischer Philologe, der als Übersetzer, Herausgeber und Lehrbuchverfasser hervorgetreten ist.

## Leben
Hans Jürgen Hillen besuchte an seinem Geburtsort von 1933 bis 1937 die Katholische Volksschule an der Regentenstraße und von 1937 bis 1946 das Stift. Humanistische Gymnasium, dessen Lehrer auch in der NS-Zeit zur humanitas erzogen. Ab Februar 1943 wurde er als Luftwaffenhelfer zum Kriegsdienst herangezogen.
Nach Kriegsende studierte er von 1946 bis 1952 an der Universität Köln Klassische Philologie, Germanistik und Skandinavistik; noch vor dem Staatsexamen im Februar 1952 promovierte er Ende 1951 mit einer Arbeit über Die dichterische Behandlung der Zeit im Nibelungenlied.
Nach kürzeren Stationen in Mönchengladbach, Krefeld, Langenberg und Essen war er von 1958 bis zu seiner Pensionierung 1992 am Theodor-Schwann-Gymnasium in Neuss als Gymnasiallehrer tätig, seit 1975 als Ständiger Vertreter des Schulleiters.
Einer breiteren Öffentlichkeit dürfte Hillen – nach dem Initiator Josef Feix, der für die ersten beiden erschienenen Bände verantwortlich zeichnete, – als Herausgeber und Übersetzer der zweisprachigen Livius-Ausgabe in der Sammlung Tusculum (insgesamt 11 Bände zwischen 1974 und 2000 mit rund 6750 Seiten) bekannt geworden sein.
Im schulischen Rahmen haben sich seine Neubearbeitung bzw. Neufassung des Lateinischen Unterrichtswerks von Max Krüger – dem "VW unter den Lateinbüchern" – fast vier Jahrzehnte behaupten können. Anders die lehrbuchunabhängige Lateinische Grammatik von 1971 – ihr innovativer Ansatz, insbesondere die scharfe Trennung von Formen- und Satzlehre zu überwinden, hat nicht wirklich Schule gemacht.
Hans Jürgen Hillen lebte zusammen mit seiner Frau in Neuss und beschäftigte sich bis zu seinem Tod mit der antiken Geschichtsschreibung.

## Veröffentlichungen

### Als Autor
- Lateinische Grammatik. Frankfurt am Main: Diesterweg 1971, ISBN 3-425-06834-2
- Von Aeneas zu Romulus. Die Legenden von der Gründung Roms. Mit einer lateinisch-deutschen Ausgabe der Origo gentis Romanae [= S. 197–290]. Düsseldorf / Zürich: Artemis & Winkler 2003, ISBN 3-538-07156-X

### Als Übersetzer
- Titus Livius: Der Untergang des Makedonischen Reiches (Römische Geschichte, Buch 39–45). Eingeleitet, übersetzt und erläutert von Hans Jürgen Hillen. Mit einem Nachwort von Olof Gigon. (Bibliothek der Alten Welt) Zürich / München: Artemis 1972

### Als Herausgeber
- Titus Livius: Römische Geschichte. Lateinisch und deutsch herausgegeben von Hans Jürgen Hillen. (Sammlung Tusculum bzw. Tusculum-Bücherei; meist mit weiteren Auflagen)
  - Buch I-III. München / Zürich: Artemis 1987
  - Buch IV-VI. München / Zürich: Artemis & Winkler 1991
  - Buch VII-X. Fragmente der zweiten Dekade. Zürich: Artemis & Winkler 1994
  - Buch XXVII-XXX. Düsseldorf / Zürich: Artemis & Winkler 1997
  - Buch XXXI-XXXIV. München: Heimeran 1978
  - Buch XXXV-XXXVIII. München / Zürich: Artemis 1982
  - Buch XXXIX-XLI. München / Zürich: Artemis 1983
  - Buch XLII-XLIV. München / Zürich: Artemis 1988
  - Buch XLV. Antike Inhaltsangaben und Fragmente der Bücher XLVI-CXLII. Düsseldorf / Zürich: Artemis & Winkler 2000
- Die Geschichte Roms. Römische und griechische Historiker berichten. Textauswahl von Hans Jürgen Hillen, mit Einleitungstexten von Gerhard Fink. Artemis & Winkler, Düsseldorf, Zürich, 2006, ISBN 978-3-538-07235-0